# Ptilinop de Kosrae
El ptilinop de Kosrae (Ptilinopus hernsheimi) és una espècie d'ocell de la família dels colúmbids (Columbidae) que habita els boscos de l'illa de Kosrae, a les Carolines orientals.